# Autreville (Aisne)
Autreville è un comune francese di 861 abitanti situato nel dipartimento dell'Aisne, nella regione dell'Alta Francia.

## Società

### Evoluzione demografica
Abitanti censiti